# Platte schildpadden
Platte schildpadden (Homopus) zijn een geslacht van schildpadden uit de familie landschildpadden (Testudinidae). De groep werd voor het eerst wetenschappelijk beschreven door Duméril & Gabriel Bibron in 1835.

## Kenmerken
De verschillende soorten behoren tot de kleinste landschildpadden ter wereld en bereiken een schildlengte van maximaal 10 tot 11 centimeter. Alleen de areolenschildpad (Homopus areolatus) wordt wat groter en bereikt een schildlengte tot dertig centimeter en dan alleen de grotere vrouwtjes. Andere typische kenmerken zijn de op een snavel gelijkende bovenkaak en de stekelige schubben op met name de voorpoten.
Alle soorten zijn in één oogopslag te herkennen aan de zeer kenmerkende structuur en kleuren van de hoorplaten op het schild. Het schild is erg rond en bolvormig en de hoornplaten aan de randen liggen strak in een rij. Ook de hoornplaten in het midden van het schild zijn gelijk van vorm en bijna vierkant. De randen van de hoornplaten op het midden zijn concentrisch gegroefd en wat verhoogd. Ze hebben vaak een andere kleur, waardoor ze sterk afsteken. Met name bij Homopus areolatus en Homopus signatus heeft het schild daardoor een zeer bont uiterlijk.

## Verspreiding en leefgebied
Alle soorten komen voor in uiterst zuidelijk Afrika. De soorten komen op een na allemaal endemisch voor in Zuid-Afrika. De soort Homopus solus is endemisch in Namibië. De verschillende soorten worden in het Afrikaans padlopers genoemd. Deze naam wordt ook door de Engelsen gebruikt zodat namen als 'common padloper' bestaan, die erg Nederlands aandoen.

## Taxonomie
Er zijn twee soorten. Drie soorten zijn verplaatst naar het geslacht Chersobius, inclusief de pas in 2007 beschreven soort Homopus solus. Deze laatste soort stond lange tijd bekend onder de wetenschappelijke naam Homopus bergeri en werd al in 1906 beschreven door Lindholm. Later bleek dat Lidholm een exemplaar van de knobbellandschildpad (Psammobates tentorius) heeft beschreven, die eveneens in Zuid-Afrika voorkomt.

## Soorten
Geslacht Homopus
- Soort Areolenschildpad (Homopus areolatus)
- Soort Gespoorde platte schildpad (Homopus femoralis)